# Twice
Twice (на корейски: 트와이스) е южнокорейска момичешка група, създадена от JYP Entertainment.[ неясно? ][източник? (Поискан преди 23 дни)] Групата се състои от Найон, Чонгион, Момо, Сана, Джихо, Мина, Дахюн, Чейонг и Цую. Twice е създадена по време на телевизионната програма Sixteen и дебютира на 20 октомври 2015 г. с EP-то The Story Begins.

## Дискография
Корейски албуми
- Twicetagram (2017)
- Eyes Wide Open (2020)
- Formulа of Love: O+T=<3 (2021)

Японски албуми
- BDZ (2018)
- &Twice (2019)
- Perfect World (2021)
- Celebrate (2022)
- Dive (2024)

ЕP
- The Story Begins (2015)
- Page Two (2016)
- Twicecoaster: Lane 1 (2016)
- Twicecoaster: Lane 2 (2017)
- Signal (2017)
- What Is Love? (2018 г.)
- Summer Nights (2018)
- Yes or Yes (2018)
- The Year of "Yes" (2018)
- Fancy You (2019)
- Feel Special (2019)
- More & Morе (2020)
- Taste of Love (2021)
- Between 1&2 (2022)
- Ready to Be (2023)
- With You-th (2024)
- Strategy (2024)